# Challenger de Vancouver 2022
El torneo Odlum Brown Vancouver Open 2022 fue un torneo de tenis perteneció al ATP Challenger Tour 2022 y a la WTA 125K serie 2022 en la categoría Challenger 125 y WTA 125s. Se trató de la 15.ª edición para los hombres y 18.ª para las mujeres, el torneo tuvo lugar en la ciudad de Vancouver (Canadá), desde el 15 de agosto hasta el 21 de agosto de 2022 sobre pista dura al aire libre.

## Jugadores participantes del cuadro de individuales
| Favorito | País                       | Jugador            | Rank1 | Posición en el torneo |
| -------- | -------------------------- | ------------------ | ----- | --------------------- |
| 1        | Bandera de Japón           | Yoshihito Nishioka | 54    | Primera ronda, retiro |
| 2        | Bandera de República Checa | Jiří Veselý        | 66    | Segunda ronda         |
| 3        | Bandera de Francia         | Arthur Rinderknech | 67    | FINAL                 |
| 4        | Bandera de Suecia          | Mikael Ymer        | 77    | Cuartos de final      |
| 5        | Bandera de Francia         | Constant Lestienne | 90    | CAMPEÓN               |
| 6        | Bandera de Lituania        | Ričardas Berankis  | 98    | Cuartos de final      |
| 7        | Bandera de Chile           | Nicolás Jarry      | 105   | Primera ronda         |
| 8        | Bandera de Suiza           | Marc-Andrea Hüsler | 111   | Segunda ronda         |

- 1 Se ha tomado en cuenta el ranking del 8 de agosto de 2022.

### Otros participantes
Los siguientes jugadores recibieron una invitación (wild card), por lo tanto ingresan directamente al cuadro principal (WC):
- Gabriel Diallo
- Alexis Galarneau
- Mikael Ymer

Los siguientes jugadores ingresan al cuadro principal tras disputar el cuadro clasificatorio (Q):
- Alafia Ayeni
- Ulises Blanch
- Clément Chidekh
- Laurent Lokoli
- Govind Nanda
- Luke Saville

### Individuales femenino
| Tenista          | Ranking | Preclasificada |
| Madison Brengle  | 64      | 1              |
| Lucia Bronzetti  | 65      | 2              |
| Claire Liu       | 81      | 3              |
| Xinyu Wang       | 83      | 4              |
| Rebecca Peterson | 88      | 5              |
| Rebecca Marino   | 96      | 6              |
| Greet Minnen     | 97      | 7              |
| Misaki Doi       | 98      | 8              |

- Ranking del 8 de agosto de 2022.

### Dobles femenino
| Tenista                        | Ranking | Preclasificadas |
| Miyu Kato Asia Muhammad        | 103     | 1               |
| Misaki Doi Rebecca Peterson    | 212     | 2               |
| Nao Hibino Oksana Kalashnikova | 217     | 3               |
| Tímea Babos Angela Kulikov     | 230     | 4               |

## Campeones

### Individual Masculino
- Constant Lestienne derrotó en la final a  Arthur Rinderknech, 6–0, 4–6, 6–3

### Dobles Masculino
- André Göransson /  Ben McLachlan derrotaron en la final a  Treat Huey /  John-Patrick Smith, 6–7(4), 7–6(7), [11–9]

### Individual femenino
Valentini Grammatikopoulou  venció a  Lucia Bronzetti por 6-2, 6-4

### Dobles femenino
Miyu Kato /  Asia Muhammad vencieron a  Tímea Babos /  Angela Kulikov por 6–3, 7–5